# Thecla edwardsi
Thecla edwardsi är en fjärilsart som beskrevs av Samuel Hubbard Scudder 1870. Thecla edwardsi ingår i släktet Thecla och familjen juvelvingar. Inga underarter finns listade i Catalogue of Life.